# Kroatisk-slovenska bondeupproret

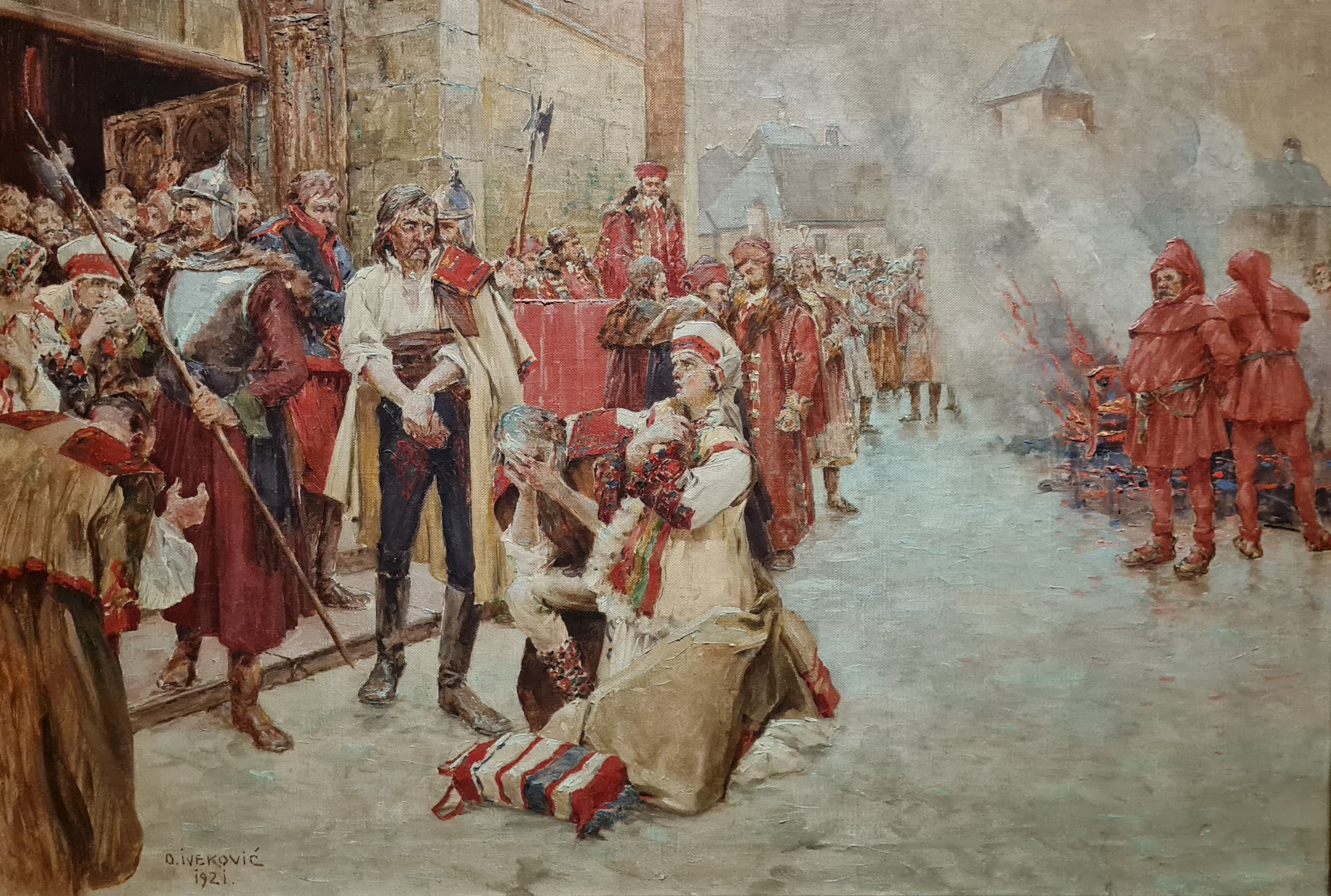
Avrättningen av Matija Gubec av Oton Iveković

Kroatisk-slovenska bondeupproret var ett stort bondeuppror i Kroatien och det som idag utgör Slovenien under början av år 1573. Upproret bröt ut på grund av det hårda tryck som låg på den livegna bondebefolkningen under en lokal baron, men slogs ner efter 12 dagar med hårda medel från adeln. Upprorets ledare var Matija Gubec.